# Stenus kolbei
Stenus kolbei – gatunek chrząszcza z rodziny kusakowatych i podrodziny myśliczków (Steninae).
Gatunek ten został opisany w 1893 roku przez J. Gerhardta.
Chrząszcz o smukłym ciele długości od 3 do 3,5 mm. Jego czułki mają trzeci człon dwukrotnie dłuższy niż czwarty. Przedplecze ma prawie tak dłuższe niż szerokie, dłuższe niż szew pokryw, wyposażone w dobrze widoczną bruzdę środkową. Odwłok ma boczne brzegi odgraniczone delikatną bruzdą. Smukłe tylne stopy są wyraźnie dłuższe od połowy goleni. Czwarty człon stóp jest wycięty sercowato.
Owad palearktyczny, środkowoeuropejski, znany z Polski, Litwy, Bośni, Rumunii, Austrii, Czech i Słowacji. Zasiedla pobrzeża leśnych strumieni, wyschnięte rowy i mech.